# Ophioderma longicaudum
Ophiure lisse, Ophiure serpent
Espèce
L'Ophiure lisse (Ophioderma longicaudum, anciennement longicauda) est une espèce d'ophiures de la famille des Ophiodermatidae.

## Description
Comme la plupart des ophiures, l'ophiure commune est formée d'un disque central autour duquel rayonnent 5 bras allongés et effilés.
- Le disque central rigide et pentagonal mesure 3 cm de diamètre en moyenne. Il est charnu et légèrement granuleux[2] : au toucher, il ressemble à du cuir[3]. Sur la face orale, l'enracinement des bras est entouré de deux petites encoches caractéristiques.
- Les bras sont vigoureux, de section ronde et relativement longs, atteignant 4 à 5 fois le diamètre du disque central (soit jusqu'à 15 cm). Ils sont larges (pour une ophiure), épais et coriaces, et peuvent être unis, maculés ou bandés de sombre. Leurs bases sont bien séparées, et alternent avec des pores.
- Le long des bras, de chaque côté, se trouvent des rangées d'écailles qui ont pris la forme de piquants, rabattus le long des bras.
- Couleur : très variable, brun clair à brun-rouge-orangé et jusqu'à noir, le tout uni ou chamarré. La face ventrale présente un centre plus clair que le reste de l'animal[4].

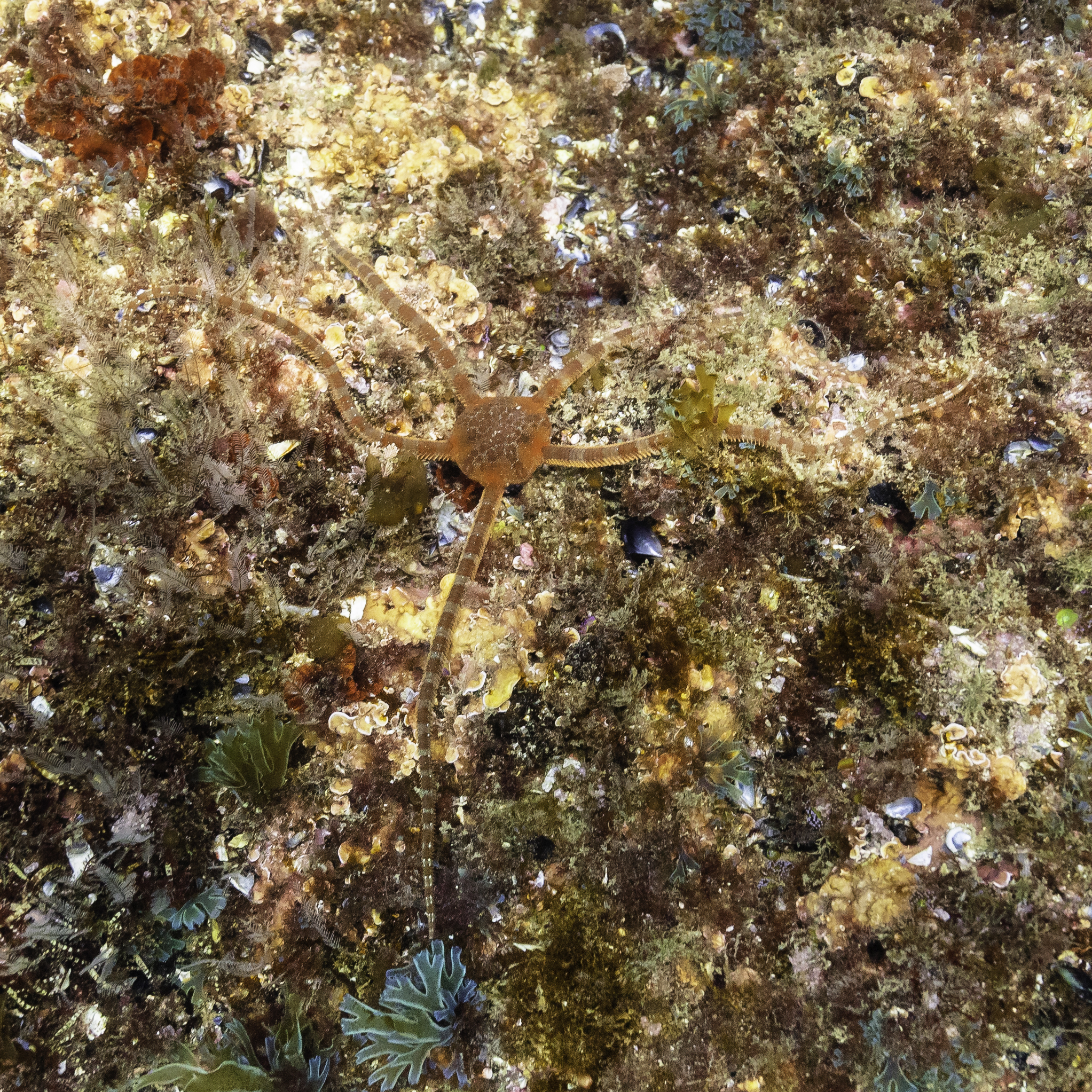
Allure générale.
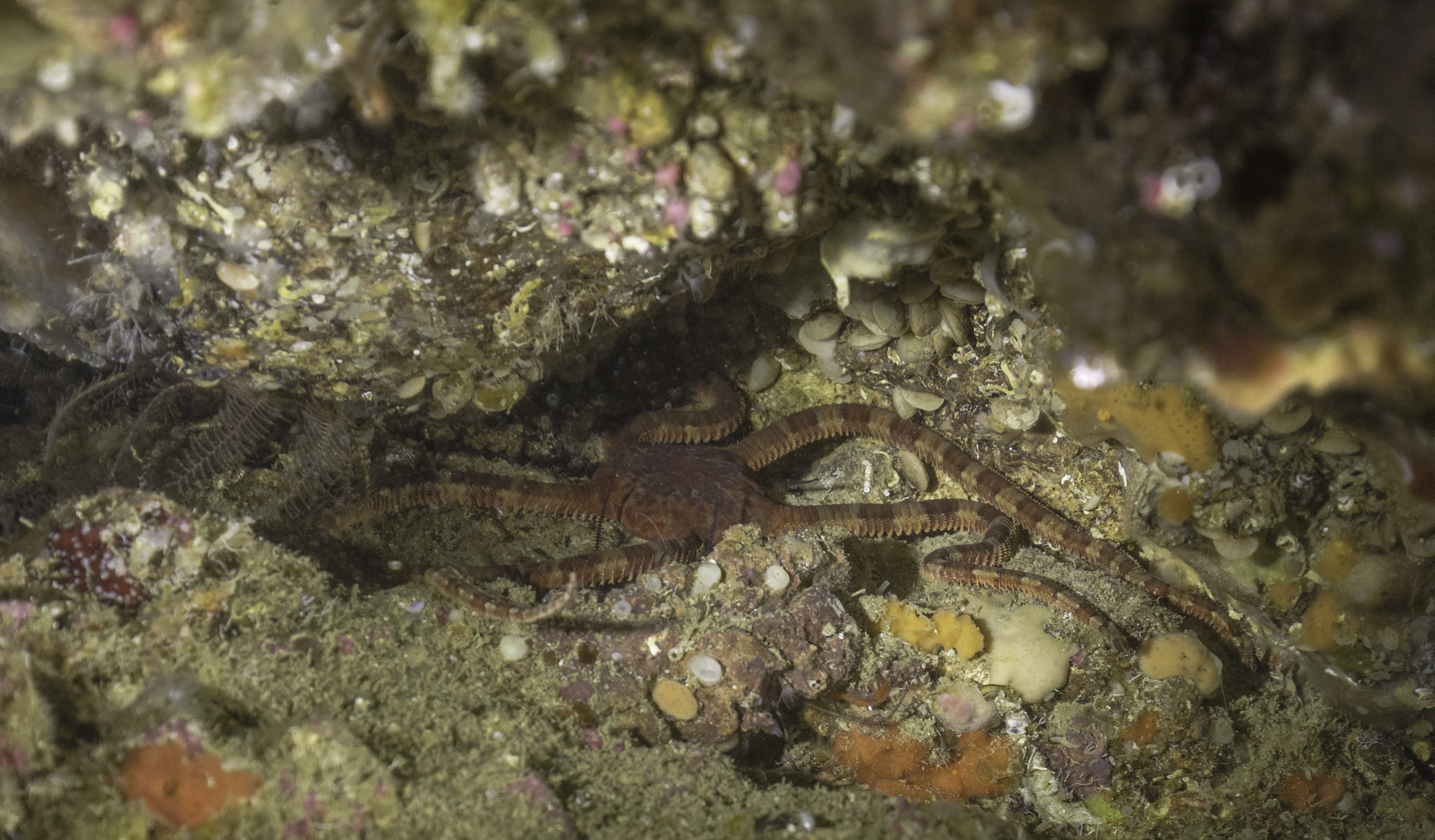
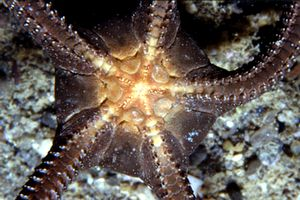
Détail de la face orale.
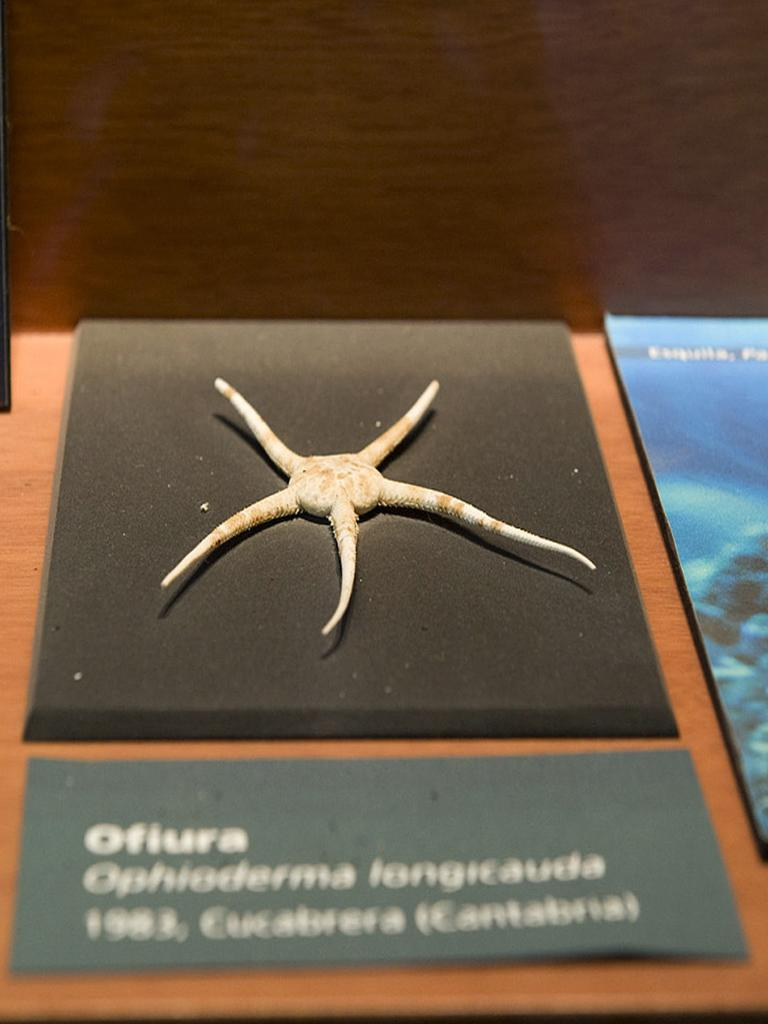
Spécimen naturalisé.
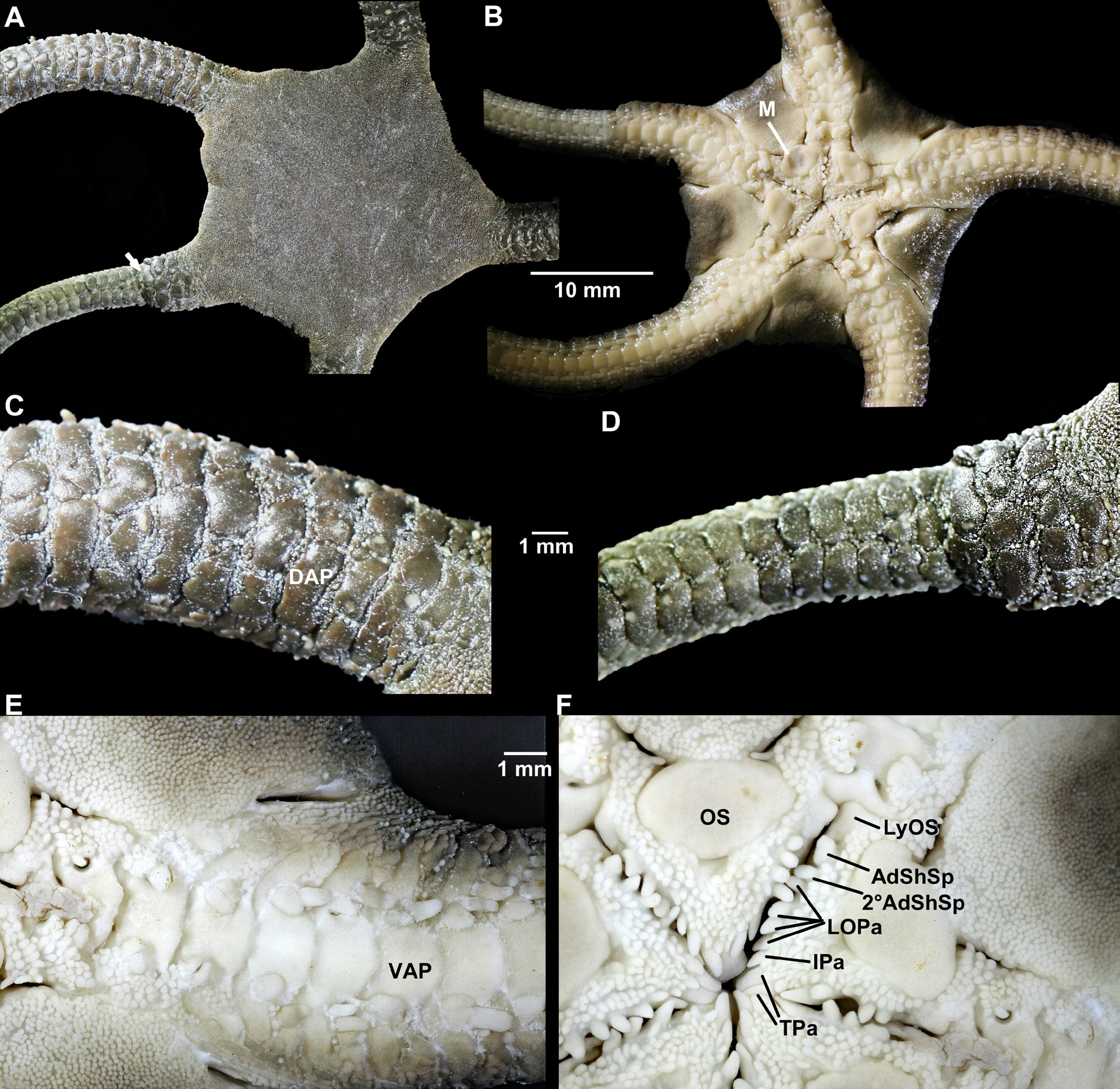
Détails.
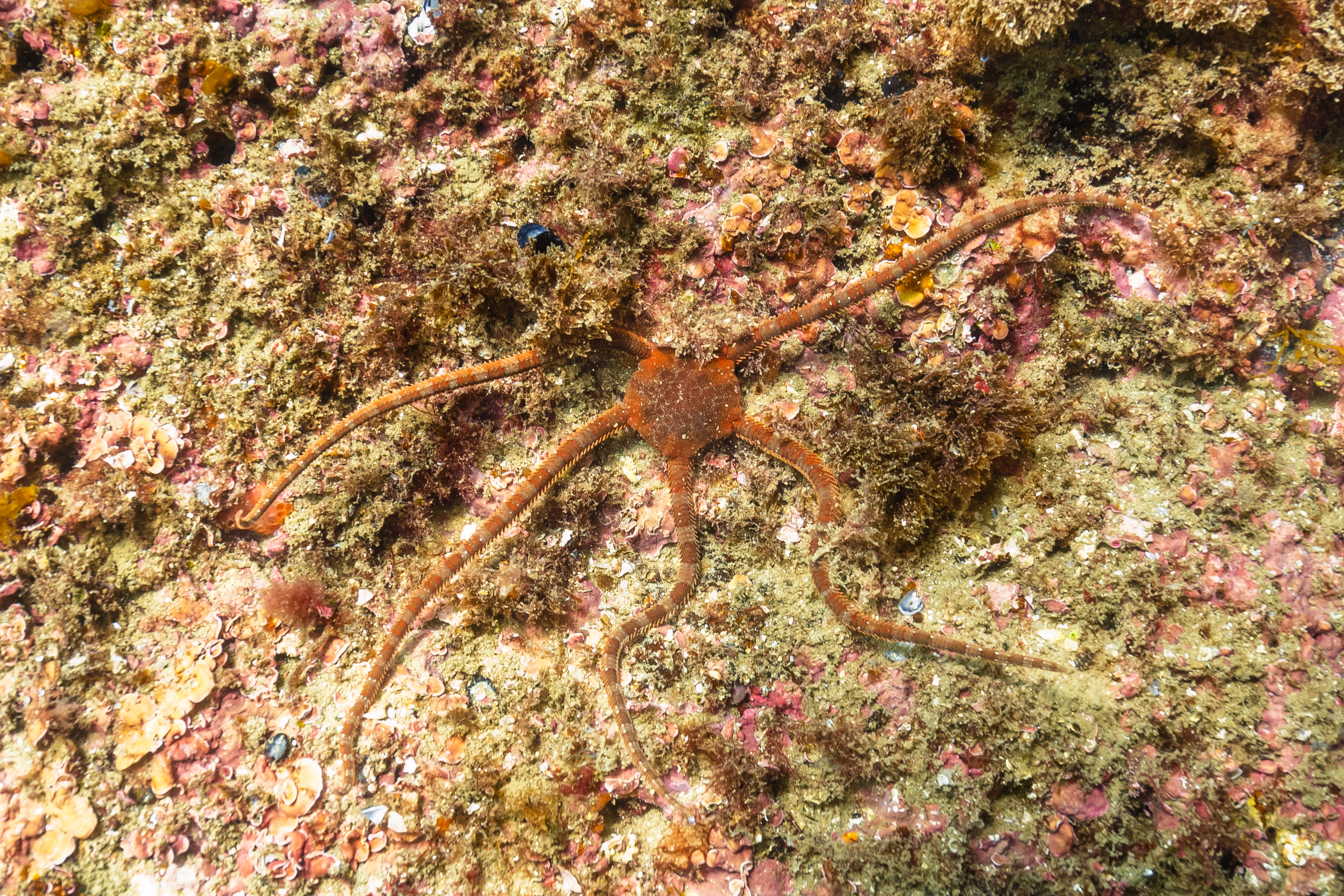
Un ophioderma longicaudum dans le parc naturel de l'Arrábida. Juillet 2020.

### Cryptospéciation
Des recherches récentes ont montré que le morphotaxon qu'on a longtemps appelé « Ophioderma longicauda » était en fait constitué de 4 espèces très proches, : 
- Ophioderma africanum Stöhr, Weber, Boissin & Chenuil, 2020 (Sénégal)
- Ophioderma guineense Greeff, 1882 (du Sénégal au Golfe de Guinée)
- Ophioderma hybridum Stöhr, Weber, Boissin & Chenuil, 2020 (Tunisie)
- Ophioderma longicaudum (Bruzelius, 1805) (Méditerranée occidentale et Atlantique européen, néotype de Marseille)
- Ophioderma zibrowii Stöhr, Weber, Boissin & Chenuil, 2020 (Méditerranée orientale)

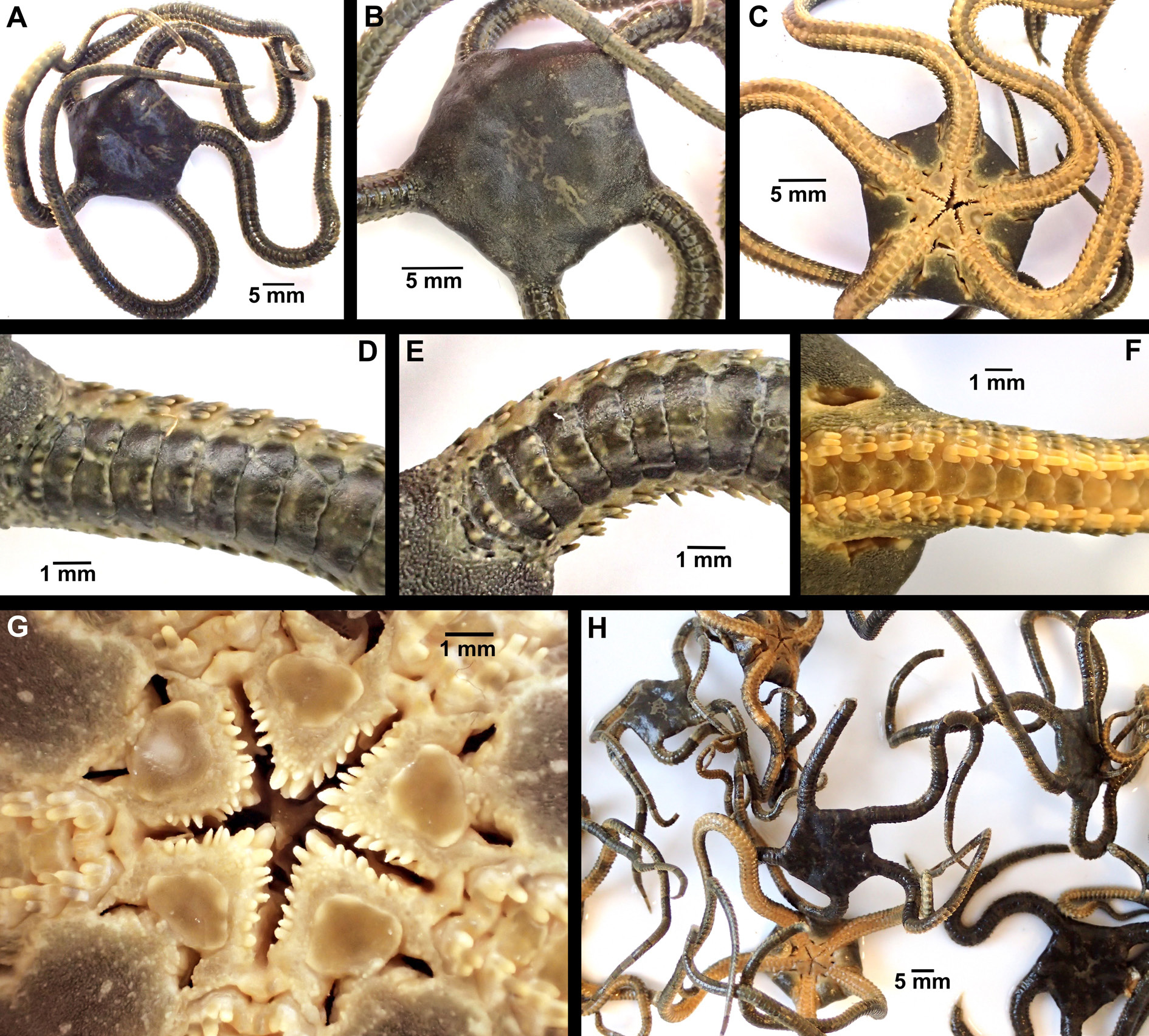
Ophioderma africanum
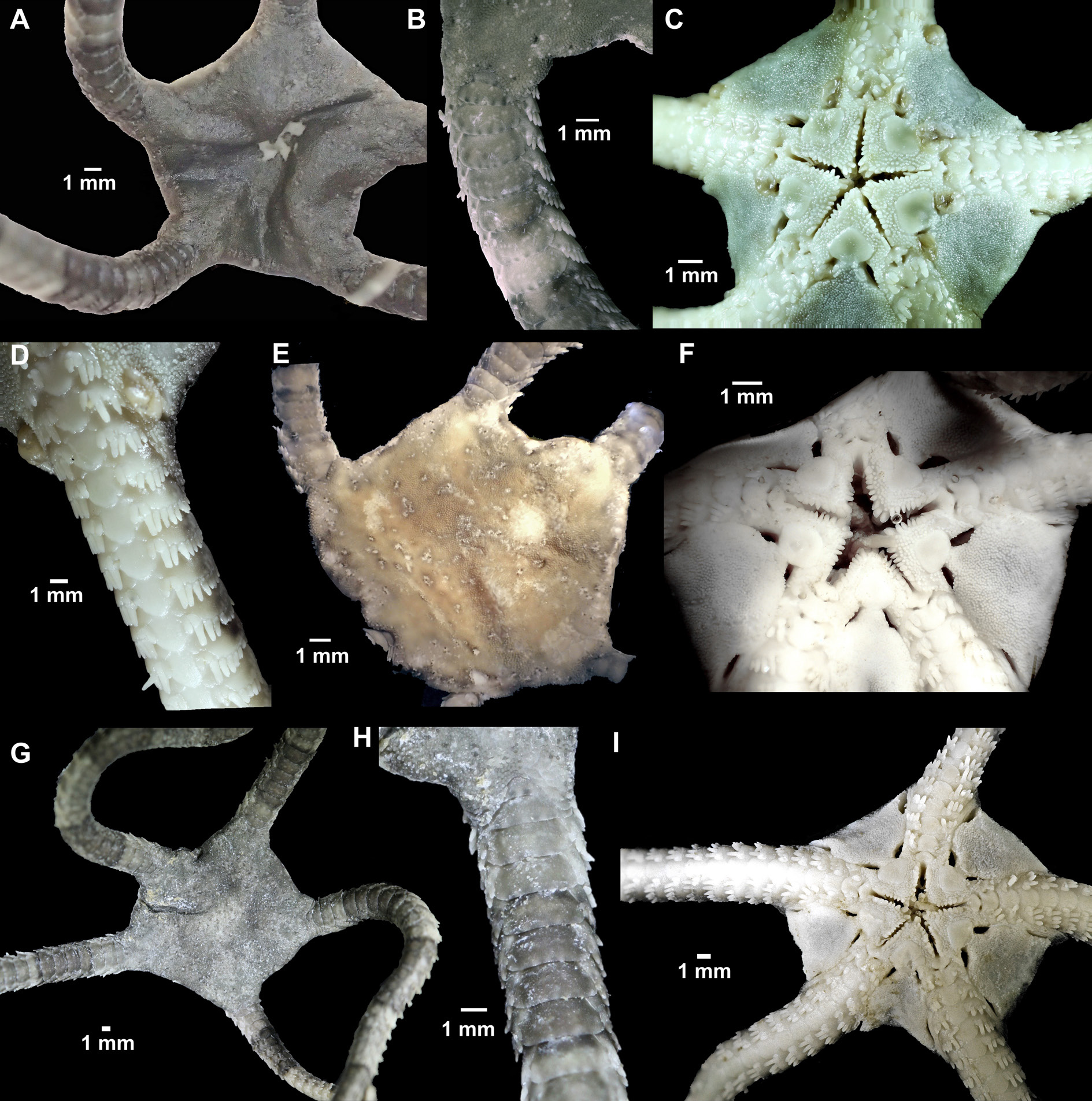
Ophioderma guineense
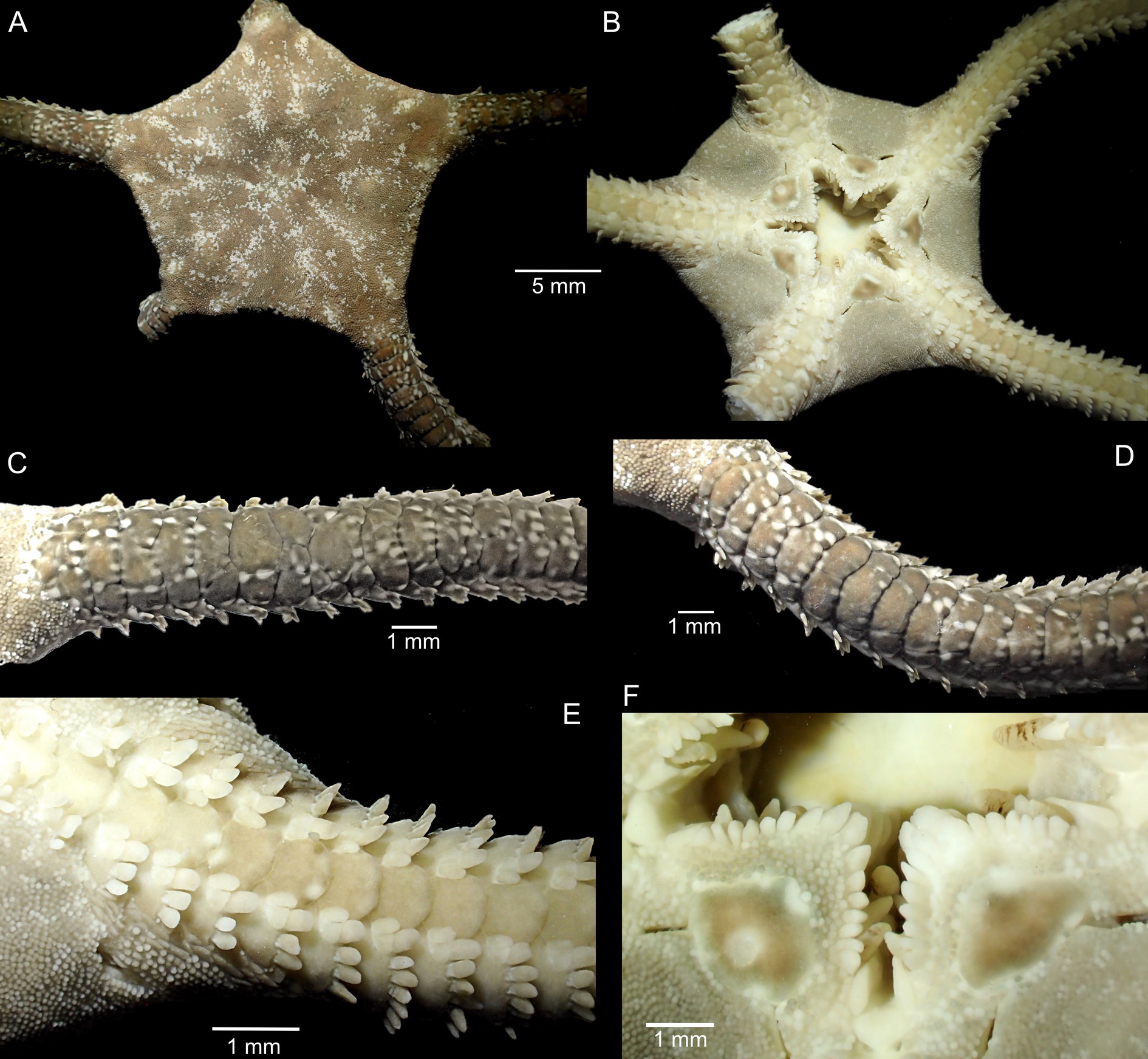
Ophioderma hybridum
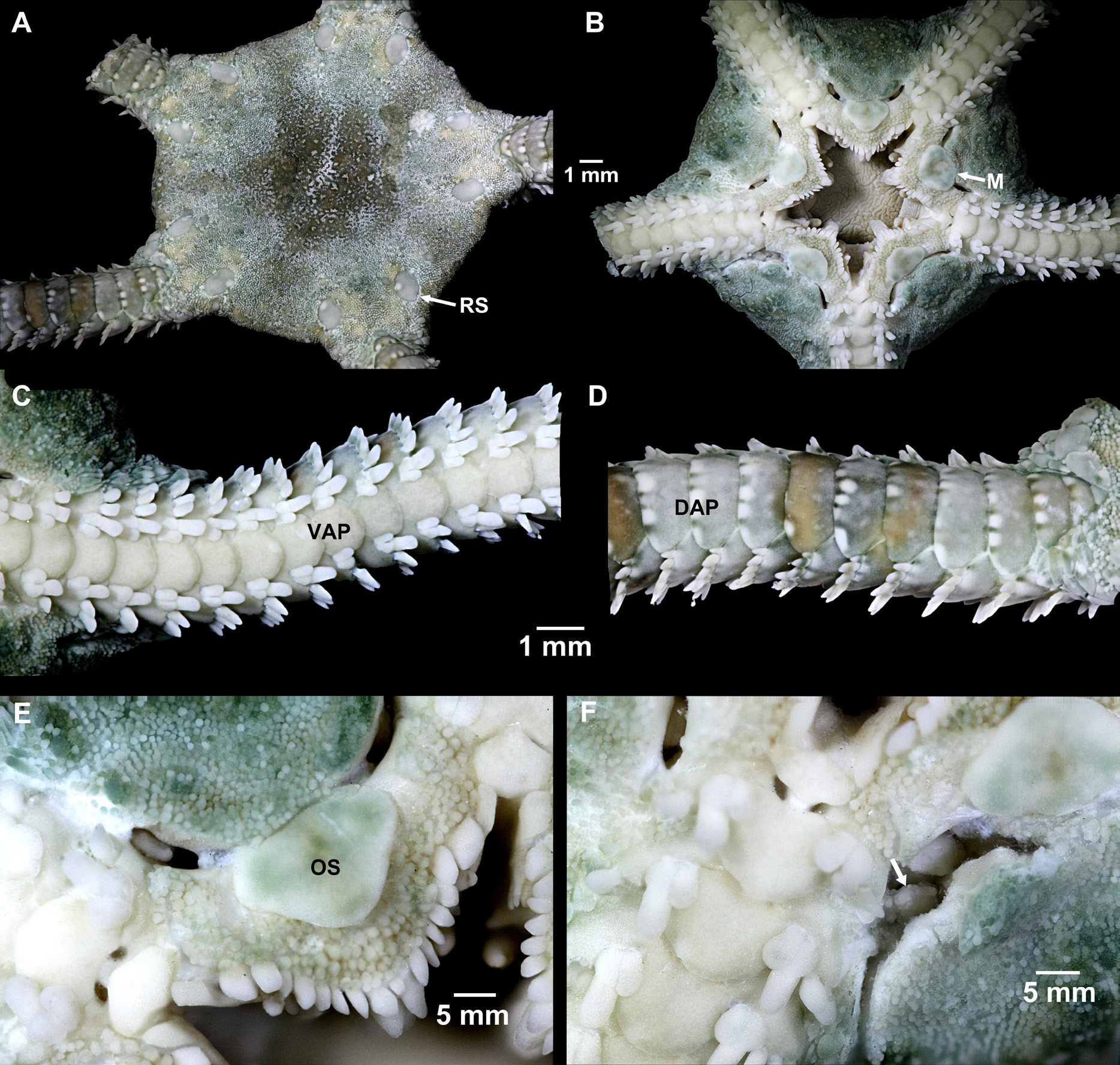
Ophioderma zibrowii

La « vraie » O. longicaudum se distingue par ses multiples plaques dorsales tumides (jusqu'à 10, généralement moins), des papilles orales qui peuvent aller jusqu'à 8 (en comptant les ossicules de Lyman en position distale), un disque central uniformément brun-rougeâtre ou olive sur la face dorsale et qui se poursuit sur une partie de la face orale (sauf autour de la bouche), des bras uniformément sombres ou légèrement annelés sur la face dorsale et plus clairs sur la face orale.

## Habitat et répartition
L'aire de répartition de cette ophiure couvre essentiellement la Méditerranée occidentale (Espagne, Portugal, Italie...) et l'Atlantique européen, et elle est remplacée par les autres membres de son cluster au-delà, c'est-à-dire la Méditerranée orientale, la façade atlantique de l'Afrique et jusqu'aux Açores.
C'est une espèce qui craint la lumière, et qui se rencontre sur les fonds rocheux et accidentés, dissimulée sous des objets entre la surface et 70 m de profondeur.

## Écologie et comportement

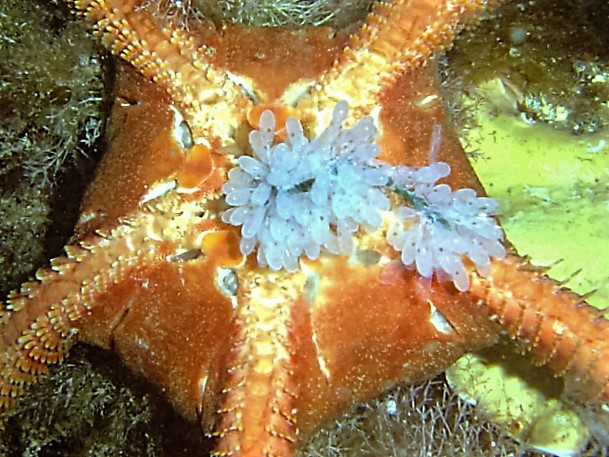
Ophioderma longicaudum dégustant des œufs de mollusque.

### Alimentation
L'ophiure est prédateur à tendance omnivore, opportuniste et charognarde, pouvant manger des déchets organiques, des cadavres d'animaux ou exercer une chasse à de petits animaux vivants.
Comme la plupart des ophiures, c'est une espèce photophobe : elle vit généralement dissimulée pendant la journée, sous les roches ou dans les anfractuosités ; exposée, elle cherchera immédiatement à de cacher de la lumière.

### Reproduction
La reproduction est gonochorique, et les mâles et femelles relâchent probablement leurs gamètes en même temps grâce à un signal phéromonal. Pour les populations observées sur la côte française de Méditerranée, les gamètes une fois fécondés se transforment en pleine eau en larves (appelées ophiopluteus) qui vont évoluer parmi le plancton pendant quelques jours avant de rejoindre le sol. Les populations de Méditerranée orientale correspondent à une autre espèce biologique (voire plusieurs), portant le même nom, mais qui ne libèrent pas de larves dans le plancton: le développement a lieu à l'intérieur des femelles.